# Paradoxophyla tiarano
Espèce
Statut de conservation UICN

 DD  : Données insuffisantes
Paradoxophyla tiarano est une espèce d'amphibiens de la famille des Microhylidae.

## Répartition
Cette espèce est endémique de Madagascar. Son aire de répartition concerne la pointe sud-est de la province de Diego-Suarez à environ 780 m d'altitude,.

## Description
Paradoxophyla tiarano mesure entre 17 et 18 mm pour les mâles et de 28 à 31 mm pour les femelles.

## Étymologie
Son nom d'espèce, tiarano, à prononcer ti-o-ro-nou, est un terme malgache composée des mots tia, « qui aime », et rano, « l'eau », en référence au fait que cette espèce est essentiellement aquatique.

## Publication originale
- Andreone, Aprea, Odierna & Vences, 2006 : A new narrow-mouthed frog of the genus Paradoxophyla  (Microhylidae: Scaphiophryninae) from Masoala rainforest, northeastern Madagascar. Acta Herpetologica, vol. 1, p. 15-27 (texte intégral).